# Canadese zanger
De Canadese zanger (Cardellina canadensis, synoniem: Wilsonia canadensis) is een zangvogel uit de familie Parulidae (Amerikaanse zangers).

## Verspreiding en leefgebied
De soort komt voor in oostelijk Noord-Amerika en overwintert in Panama en de bergen van noordwestelijk Zuid-Amerika.